# Adam Prosper Burzyński
Adam Prosper Burzyński herbu Trzywdar (ur. 1753, zm. 9 września 1830) – duchowny rzymskokatolicki, misjonarz, biskup diecezjalny sandomierski w latach 1820–1830, senator duchowny Królestwa Polskiego (kongresowego) od 1820.

## Życiorys
Wstąpił do zakonu reformatów, gdy miał 17 lat. Ukończył teologię i po święceniach kapłańskich udał się do Rzymu. Stąd jako misjonarz wyjechał do Egiptu, gdzie przebywał z przerwami na misje w Syrii od 1791 do 1810. W latach 1802–1808 był prefektem apostolskim Górnego Egiptu. Niektóre źródła podają też informację, że w 1798 był przeorem klasztoru w Kairze. Podczas swojego pobytu w Egipcie pracował m.in. kapelan i tłumacz wojsk napoleońskich. Znany był z tego, że nie zajmował się tylko posługa duchową, ale niósł pomoc rannym żołnierzom jako lekarz.
Do Polski wrócił w 1815 i za namową generała Józefa Zajączka pozostał w kraju, przerywając swoją działalność misyjną. Osiadł w klasztorze Reformatów w Sandomierzu. Pozostał bliskim przyjacielem Zajączka, który 5 października 1819 u władz carskich uzyskał dla niego prekonizację (nominacje biskupie musiały być uzgadniane z władzami rosyjskimi) na biskupstwo sandomierskie. Wybór potwierdził 19 marca 1820 papież Pius VII. Konsekracji dokonał abp Szczepan Hołowczyc w asyście biskupów: Adama Prażmowskiego i Teofila Lewińskiego w kościele Reformatów w Warszawie. Uroczysty ingres do katedry w Sandomierzu odbył się 26 maja 1820. W katedrze nowego biskupa powitał ksiądz Dobrzański (biskup pomocniczy nominat) i przedstawiciele władz miasta.
Jedną z pierwszych decyzji biskupa Burzyńskiego było utworzenie 1 września 1820 seminarium duchownego dla 20 alumnów. W ciągu 11 lat rządów diecezją udzielał się także jako senator i jeździł do Warszawy na posiedzenia Senatu.
2 sierpnia 1826 celebrował nabożeństwo żałobne w kościele Świętego Krzyża na Krakowskim Przedmieściu w czasie pogrzebu namiestnika Józefa Zajączka. W 1828 był członkiem Sądu Sejmowego, mającego osądzić osoby oskarżone o zdradę stanu. Był też zwolennikiem stosowania kar cielesnych.
Został pochowany w podziemiach katedry w Sandomierzu.
W 1829 został kawalerem Orderu Świętego Stanisława 1. klasy.